# Ana María González (soprano española)
Ana María González (Oviedo, Asturias, 13 de abril de 1951) es una soprano lírica española formada en Argentina, de relevante actuación en el Teatro Colón entre 1973 y 1994. Aunque asociada con el repertorio lírico italiano, destacó también en papeles para soprano lírica del repertorio francés como Manon de Massenet y Margarita y Julieta de Gounod, papel que la proyectó internacionalmente.

## Biografía
Tenía dos años cuando emigró con su familia a Mendoza (Argentina) donde inició estudios de piano y canto con Franca Cavalieri y debutando en Radio Libertador de Mendoza a precoz edad. Se estableció a los 17 años en Buenos Aires donde se perfecciona en el Instituto Superior de Arte del Teatro Colón estudiando con la eminente soprano argentina Hina Spani. Ganó la Medalla de Oro del Fondo Nacional de las Artes.
Debutó en 1973 en el Teatro Colón con El niño en “L’enfant et les sortilèges” de Ravel, seguida por El retablo de Maese Pedro, Gretel de Hansel y Gretel y Micaela en Carmen junto a Régine Crespin en el rol titular en 1976. Se sucedieron representaciones en el coliseo porteño Susanna, Gilda, Nannetta, Adina, Pamina, Euridice junto a Margarita Zimmermann como Orfeo.
Posteriormente asumió un repertorio de mayor envergadura lírica que incluyó Mimì y Musetta en La Bohème de Giacomo Puccini como también Magda (La rondine) y Liù (Turandot) del mismo compositor, Marguerite de Fausto de Gounod (en la puesta en escena de Sergio Renán), Manon en “Manon”de Massenet, Anne Trulove en The Rake's Progress de Stravinsky y una recordada Julieta en Romeo y Julieta de Gounod dirigida por Cecilio Madanes en la temporada 1977 que repetirá en la década de los 80.
En 1980 fue distinguida como la mejor soprano argentina de la temporada por la Asociación Verdiana Argentina
Regresó al teatro porteño en 1993, fue Antonia en Los cuentos de Hoffmann para las representaciones del Colón junto al tenor canario Alfredo Kraus.
Su carrera internacional se inicia con el debut en Aviñón en “Romeo y Julieta” fue seguido por Mimì de “La Bohème” en Covent Garden, Wiener Staatsoper en “La Traviata”, Hamburgo (“La Traviata”), Deutsche Oper am Rhein en Düsseldorf y Duisburg, la Ópera de París (Palais Garnier) con “Romeo y Julieta” nuevamente junto a Alfredo Kraus; Bordeaux, Teatro Regio (Parma) ( como Donna Elvira en “Don Giovanni” junto a Renato Bruson y “Faust” con Kraus); Modena (“Les Contes d’Hoffmann”), Palermo (“La Bohème”), además de actuaciones en México, Puerto Rico, Venezuela, Perú, Chile (“La Rondine”) y Uruguay (“Don Carlo” y “Turandot”).
Otros papeles incluyen Elisabetta en “Don Carlo”, Amelia en Simón Boccanegra, Nedda y Alice Ford en “Falstaff”. 
Sus actuaciones en España en el Gran Teatro del Liceo de Barcelona (“Romeo y Julieta”, “Manon”, “Pagliacci” con Piero Cappuccilli), en el Palau de la Música (“Goyescas”) en Madrid en el Teatro de la Zarzuela (“Romeo y Julieta”, “Les Contes d’Hoffmann”, “Don Giovanni” y “Marina”) en el Teatro de la Maestranza de Sevilla, Granada, Málaga, el Festival de Cuenca, en Oviedo (“Marina”, “Simon Boccanegra”, “L’elisir d’amore” y “Fausto”), en La Coruña (“La Traviata” y Liù en “Turandot”), en Santiago de Compostela y en los Festivales de Ópera de Las Palmas y Tenerife.
Otras participaciones incluyeron Thaïs para el Festival Massenet de Saint-Étienne y la Opéra-comique de París, Varsovia. Róterdam, recitales con Jaume Aragall, Josep Carreras, Giuseppe Giacomini y en recitales de zarzuela con Alfredo Kraus en 1987.
Se dedica a la enseñanza como catedrática en el Conservatorio del Liceo de Barcelona y fue invitada a las funciones del centenario del Teatro Colón en el año 2008.
Fue merecedora de la Insignia de Oro de la Ciudad de Oviedo como Ciudadana Ilustre y del Premio Konex como una de las 5 mejores cantantes de la historia en la Argentina en 1989.
Casada con el director y pianista argentino Enrique Ricci

## Discografía
- Bach, Pequeño libro de Anna Magdalena Bach. Coro Bach, Antonio Russo. Ana María González. Mario Videla, órgano, QI-4076.
- Gounod, Faust, Alfredo Kraus, Nicola Ghiuselev, Teatro Regio di Parma/Alain Guingal .
- Puccini, Turandot, Adelaida Negri, José Azocar, Ana María González, Erwin Schrott, SODRE de Montevideo - Orquesta Sinf. De Sao Paulo, Enrique Ricci
- Música de la Catedral de Lima. obras de Pedro Durán, Manuel Gaytán y Arteaga, José de Orejón y Aparicio, Estacio Lacerna, Fabián García Pacheco, Joseph de Torres y Martínez Bravo. Coro de la Fundación Ars Musicalis. Jesús Gabriel Segade.
- Royal Concerts Serie, Recital con Jaume Aragall. RTVE, DVD.